# فینال جام جهانی فوتبال ۱۹۹۰
فینال جام جهانی فوتبال ۱۹۹۰، رقابت پایانی جام جهانی فوتبال ۱۹۹۰ است که مابین تیم ملی فوتبال آلمان غربی و تیم ملی فوتبال آرژانتین در ورزشگاه المپیک رم، رم برگزار شده‌است.
این مسابقه که در تاریخ ۸ ژوئیه ۱۹۹۰ انجام شده‌است با نتیجه ۱ بر ۰ به سود تیم ملی فوتبال آلمان غربی به پایان رسید.